# Franciszek Przystupa
Franciszek Władysław Przystupa (ur. 1947) – polski inżynier mechanik. Absolwent Politechniki Wrocławskiej. Od 2011  profesor na Wydziale Mechanicznym Politechniki Wrocławskiej.